# 張文秀
張 文秀（ちょう ぶんしゅう、ジャン・ウェンショウ、簡体字：张文秀、繁体字：張文秀、ピン音：Zhāng Wénxiù、1986年3月22日 - ）は、中華人民共和国の元陸上競技選手。遼寧省大連市出身で、中国人民解放軍所属。ハンマー投を専門とし、2000年からプロ選手として競技を始めた。
2005年アジア選手権と2006年アジア競技大会で優勝。世界レベルの大会では2001年世界選手権で11位、2004年アテネオリンピックで7位、2005年世界選手権で5位、2006年ワールドカップで4位と着実に順位を上げ、大阪で開かれた2007年世界選手権で銅メダルを獲得、2008年北京オリンピックと2016年リオデジャネイロオリンピックでは銀メダルに輝いた。
自己ベストは2012年5月にチェコ・オストラヴァで記録した76m99で、前アジア記録である。また2005年6月24日に湖南省長沙市で記録した73m24は世界ジュニア記録である。

## 主な成績
種目はすべてハンマー投。
| 年       | 大会                 | 場所                     | 結果         | 記録     |
| 中国代表 | 中国代表             | 中国代表                 | 中国代表     | 中国代表 |
| -------- | -------------------- | ------------------------ | ------------ | -------- |
| 2001     | 世界選手権           | カナダエドモントン       | 11位         | 61m61    |
| 2003     | 世界選手権           | フランスパリ             | 13位（予選） | 65m09    |
| 2004     | オリンピック         | ギリシャアテネ           | 7位          | 72m03    |
| 2005     | アジア選手権         | 韓国仁川                 | 1位          | 70m05    |
| 2005     | 東アジア競技大会     | マカオ                   | 1位          | 72m23    |
| 2006     | ワールドカップ       | ギリシャアテネ           | 4位          | 71m19    |
| 2006     | アジア競技大会       | カタールドーハ           | 1位          | 74m15    |
| 2007     | 世界選手権           | 日本大阪                 | 3位          | 74m39    |
| 2008     | オリンピック         | 中国北京                 | 2位          | 74m32    |
| 2009     | 世界選手権           | ドイツベルリン           | 5位          | 72m57    |
| 2009     | アジア選手権         | 中国広州                 | 1位          | 72m07    |
| 2010     | コンチネンタルカップ | クロアチアスプリト       | 2位          | 73m69    |
| 2010     | アジア競技大会       | 中国広州市               | 1位          | 72m84    |
| 2011     | 世界選手権           | 韓国大邱                 | 3位          | 75m03    |
| 2012     | オリンピック         | イギリスロンドン         | 3位          | 76m34    |
| 2013     | 世界選手権           | ロシアモスクワ           | 3位          | 75m58    |
| 2016     | オリンピック         | ブラジルリオデジャネイロ | 2位          | 75m58    |